# Godinić
Godinići su Hrvati, najvećim dijelom iz okolice Velike Gorice. Razmjerno najviše Godinića u proteklih sto godina rođeno je u Gornjem Hruševcu i Donjem Hruševcu kraj Velike Gorice, zatim slijedi Banjol na otoku Rabu kod Mundanija, to su mjestima u kojima se svaki deseti stanovnik prezivao Godinić. U Hrvatskoj danas živi oko dvjesto Godinića u više od osamdeset domaćinstava. Podjednako ih je bilo i sredinom prošlog stoljeća. Neke obitelji odselile su na druge kontinente, osobito u SAD.

## Plemići Godinići
Godinići su jedan od hrvatskih plemićkih rodova koji se u srednjem vijeku često nazivaju i plemići od Hruševca ("Praediau Nobiles Godinich de Hrwssowcz) prema svome nasljednom posjedu Hruševec. U kasnijem razdoblju Plemići Godinići obitavaše na granici Topuske opatije i Posjeda Želin-Kravarska, s vremenom se uključuju u politički život Topuske opatije te bijaše vrlo cijenjeni na području Topuske opatije gdje su imali izniman utjecaj na politička zbivanja jer su zajedno s ostalim plemićima i predstavnicima plemićkih općina činili Topusku skupštinu koja je upravljala političkim i svjetovnim životom u čitavoj Topuskoj opatiji. Osim mnogobrojnih prava predijalno plemstvo imalo je i obvezu čuvati pravni poredak na tlu Topuske opatije, politički preko skupštine i vojno sudjelovanjem u banderiju Topuske opatije.
Sukob predijalnog plemstva s novopostavljenim županom Keglevićem sredinom 16 stoljeća bio je jedan od presudnih događaja za pad Topuskog u Turske ruke. Naime Keglevićeva zlouporaba položaja župana dovela je Topusku opatiju na rub rata, Keglević je iskoristio položaj da imenuje vlastitoga osmogodišnjeg sina za Topuskoga opata, a plemstvu koje ga je pokušalo spriječiti pokušao je nametnuti poreze na vlastitu zemlju čime dolazi u sukob s predijalnim plemićima i plemićkim općinama, eskalacija sukoba dovodi do političke krize Topuske skupštine i narušavanja obrambene sigurnosti opatije, nastavak ovog sukoba zabilježen je u spisima dugogodišnjih sudskih parnica na Banskom sudu u Zagrebu koji je završio u korist predijalnih plemića koje je predstavljao Hruševački plemić Mihalj Godinić, no Keglević se žalio na tu odluku Kraljevskom sudu u Budimu koji je na koncu presudio u korist Keglevića. Kao nositelj otpora predijalnog plemstva Mihalj Godinić morao se povući sa svog posjeda pred Keglevićevom vojnom postrojbom i stupiti pod zaštitu Zagrebačkoga biskupa. Netom kasnije biskup je posredovao pri kupnji posjeda Mundanije kraj Barbata na otoku Rabu gdje se Mihalj Godinić skrasio. Turske provale 1570-ih opustošile su većinu posjeda na tlu Topuske pa su tako pljačkaške horde sastavljene od Turaka i njihovih vlaških pomagača provalile i u Hruševec prilikom čega su spalili stare dvore plemića Godinića i kapelu Svetoga Jurja, a malobrojniji plemići povukli su se prema obližnjem Kravarskom gdje su zajedno s Erdedijevim kmetovima pričekali Turke na "Crvenoj Zemlji" i porazili ih, kako je zabilježeno u spisima "sasjekli su 200 Turaka i Vlaha", poslije poraza ove skupine neko vrijeme prestala su pljačkaška pustošenja ovoga kraja, ali je ostala posljedica desetkovanost stanovništva i opustošenost bogatih plemićkih posjeda kao i odlazak jedne od tri zadruge bratstva Plemića Godinića čiji je glavar poginuo u bitci, naime ta zadruga odselila je u okolicu Varaždina. Naime kako su Godinićevi plemićki posjedi Gornji Hruševec i Donji Hruševec znatno opustjeli što je vidljivo iz ondašnjih popisa dimova, tada plemići Godinići primaju na svoj posjed izbjeglice s područja Gline koje raspoređuju po zaselcima na svoj plemički posjed. U daljnjim protuturskim ratovima plemići Godinići preuzimaju zapovijedanje obranom Pokupske tvrđave te odbijaju Turce na tom dijelu bojišnoce, za iznimne zasluge u obrani Kraljevstva osobno su pozvani u Beč 1665. godine gdje primaju zahvalu od Kralja koji im istom prigodom dodjeljuje novi plemički grb.